# 寂寞診療室
是2019年法國導演潔絲汀·楚特執導的劇情長片，並入圍第72屆坎城影展的正式競賽單元。

## 演員
- 維吉妮．愛菲亞
- 阿黛尔·艾克阿切波洛斯
- 加斯帕德·尤利尔
- 桑德拉·惠勒

## 外部連結
- 豆瓣电影上《寂寞診療室》的資料 （简体中文）
- 開眼電影網上《寂寞診療室》的資料（繁體中文）
- 互联网电影数据库（IMDb）上《寂寞診療室》的资料（英文）